# Little Women (2019)
Little Women is een Amerikaans kostuumdrama uit 2019 onder regie van Greta Gerwig, naar het gelijknamig boek uit 1868 van Louisa May Alcott.

## Verhaal
Het verhaal speelt zich af in het Massachusetts van de jaren 1860 en volgt de vier zussen Jo, Meg, Amy en Beth terwijl ze opgroeien onder de hoede van hun moeder Marmee ten tijde van de Amerikaanse Burgeroorlog. Elk van de vier zussen vindt terwijl het verhaal vordert haar eigen weg in de maatschappij en ontdekt de liefde.
In 1868 is Jo aan de slag als lerares in New York. Ze gaat met een van haar verhalen naar een redacteur, meneer Dashwood, die besluit het te publiceren. Jo's zus Amy verblijft in Parijs samen met haar tante March. Ze spot jeugdvriend Laurie in het park en nodigt hem uit voor een feestje. Die avond berispt Amy Laurie voor zijn dronken gedrag terwijl hij haar bespot omdat haar het hof gemaakt wordt door de rijke Fred Vaughn. In New York laat Jo haar verhalen lezen door de Duitse professor Friedrich Bhaer, die een oogje op haar heeft. Hij bekritiseert haar werk en Jo verbreekt kwaad hun vriendschap. Nadat Jo een brief ontvangt van haar familie waaruit blijkt dat haar jongere zus Beth ernstig ziek is, keert ze terug naar huis. 
Zeven jaar eerder woont Jo samen met haar drie zussen Amy, Beth en Meg en hun moeder Marmee in Concord, Massachusetts. Op een feestje ontmoet Jo Laurie, de kleinzoon van haar buurman Meneer Laurence en de twee worden hechte vrienden. Op Kerstochtend overtuigt Marmee haar dochters om hun ontbijt af te staan aan hun arme buurvrouw mevrouw Hummel en haar kinderen. Wanneer ze terug thuis komen, zien ze een rijkelijk gevulde tafel vol eten van Meneer Lawrence, die hen prijst voor hun onzelfzuchtigheid. Ze ontvangen ook een brief van hun vader die meevecht in de Burgeroorlog. Jo bezoekt tante March, die van plan is binnenkort Europa te bezoeken en vraagt Jo om met haar mee te gaan. Laurie ziet tijdens een les met zijn leraar John Amy buiten huilen nadat ze gestraft werd op school voor het tekenen van een karikatuur en laat haar binnen wachten op haar familie. Er vormt zich een hechte vriendschap tussen de twee families.
Wanneer Meg, Jo, Laurie en John - die Meg het hof maakt- samen naar het theater gaan is Amy boos omdat ze niet mee mag. Uit jaloezie verbrandt ze Jo's verhalen. Wanneer Jo dit ontdekt is ze woedend op Amy. De volgende ochtend gaat Jo samen met Laurie schaatsen. Amy gaat hen achterna in een poging het goed te maken met Jo maar die negeert haar. Wanneer Amy plots door het ijs valt, redden Jo en Laurie haar en voelt Jo zich schuldig. Meneer Laurence vraagt Beth om bij hem thuis piano te spelen, omdat ze hem doet denken aan zijn eigen overleden dochter. In het heden groeien Laurie en Amy dichter naar elkaar toe in Parijs nadat hij zijn excuses aanbiedt voor zijn dronken gedrag. Hij vraagt haar niet met Fred te trouwen maar voor hem te kiezen. Hoewel ze gevoelens heeft voor Laurie, weigert Amy omdat ze het beu is dat ze altijd op de tweede plaats komt na Jo. Wanneer Fred haar niet veel later ten huwelijk vraagt, wijst ze hem echter ook af. Tante March vertelt haar dat Laurie vertrokken is naar Londen. 
In het verleden besluit Marmee naar haar man toe te gaan omdat hij ziek is, John reist met haar mee waarvoor Meg hem erg dankbaar is. Meneer Laurence geeft Beth de piano cadeau, iets later krijgt ze roodvonk van de Hummels. Amy, de enige die de ziekte nog niet had, wordt naar tante March gestuurd voor haar eigen veiligheid. Tante March is onder de indruk van Amy en zegt haar dat zij de enige hoop is voor haar familie aangezien Jo een hopeloos geval is. Marmee keert terug naar huis wanneer Beth zieker wordt. Tegen Kerstmis geneest ze echter en komt ook hun vader weer thuis. In het heden wordt Beth echter steeds zieker en uiteindelijk overlijdt ze. In het verleden trouwt Meg met John. Op haar trouwdag probeert Jo Meg te overtuigen samen weg te lopen omdat ze vindt dat Meg een actrice moet worden, maar Meg vertelt haar dat ze gelukkig is en bij John wil zijn. Tante March kondigt aan dat ze naar Europa vertrekt maar kiest Amy om haar te vergezellen in plaats van Jo. Na de bruiloft biecht Laurie aan Jo op dat hij gevoelens voor haar heeft. Jo houdt echter vol dat zij niet hetzelfde voelt en dat ze elkaar gek zouden maken als ze zouden trouwen. 
In het heden laat Marmee aan Amy weten dat Beth is overleden, waarna Amy besluit terug naar huis te keren met tante March. Jo vraagt zich af of ze Laurie te snel heeft afgewezen en is bang dat ze eenzaam zal zijn. Ze schrijft hem een brief en steekt die in hun geheime postbus. Terwijl Amy zich klaarmaakt om terug te keren naar Amerika, zoekt Laurie haar op om samen te reizen. Ze vertelt dat ze het aanzoek van Fred heeft afgewezen, maar dat ze niets van Laurie verwacht. Hij kust haar en later trouwen ze terwijl ze onderweg zijn naar huis. Eenmaal thuis vertelt Laurie het nieuws aan een verraste Jo. Ze besluiten vrienden te blijven en Jo gooit de brief weg die ze voor hem schreef. Ze begint een boek te schrijven op basis van haar leven en dat van haar zussen en stuurt de eerste hoofdstukken naar Meneer Dashwood. Hij is echter niet onder de indruk en wil het verhaal niet publiceren. Friedrich Bhaer bezoekt de March familie terwijl hij onderweg is naar Californië. 
In New York vinden de dochters van Meneer Dashwood het verhaal van Jo, ze dringen bij hun vader aan op het vervolg. Hij besluit het boek alsnog te publiceren maar vindt het onacceptabel dat het hoofdpersonage op het einde van het boek niet getrouwd is. Jo past het einde aan: ze gaat Friedrich achterna vlak voor hij op de trein stapt en biecht haar gevoelens voor hem op. Ze onderhandelt met Dashwood over haar loon en de rechten van het boek. Niet veel later sterft tante March en laat ze alles na aan Jo. Ze besluit samen met haar zussen en Friedrich een school op te richten in het huis. Jo overziet het printproces van haar boek, getiteld 'Little Women'.

## Rolverdeling
| Acteur            | Personage                  |
| ----------------- | -------------------------- |
| Saoirse Ronan     | Josephine "Jo" March       |
| Emma Watson       | Margaret "Meg" March       |
| Florence Pugh     | Amy Curtis March           |
| Eliza Scanlen     | Elizabeth "Beth" March     |
| Laura Dern        | Margaret "Marmee" March    |
| Timothée Chalamet | Theodore "Laurie" Laurence |
| Meryl Streep      | Tante March                |
| Tracy Letts       | Mr. Dashwood               |
| Bob Odenkirk      | Robert March               |
| James Norton      | John Brooke                |
| Louis Garrel      | Friedrich Bhaer            |
| Chris Cooper      | James Laurence             |
| Jayne Houdyshell  | Hannah                     |
| Rafael Silva      | vriend van Friedrich       |
| Dash Barber       | Fred Vaughn                |
| Hadley Robinson   | Sallie Gardiner Moffat     |
| Abby Quinn        | Annie Moffat               |
| Maryann Plunkett  | Mrs. Kirke                 |
| Edward Fletcher   | bediende van Mr. Laurence  |
| Sasha Frolova     | Mrs. Hummel                |

## Productie
Het project werd door Sony in 2013 gestart. In maart 2015 kwam het nieuws dat Sarah Polley werkte aan een scenario voor deze filmversie en dat Amy Pascal was aangesteld als producer. De studio was echter ontevreden met het script dat Polley leverde, waarop ze in augustus 2016 werd vervangen door Greta Gerwig.
Na het succes van Gerwigs Lady Bird (2017) in het najaar van 2017 werd het project in sneltreinvaart ontwikkeld. In de hoop te profiteren van het succes van Lady Bird mocht Gerwig de regie op zich nemen en werden de hoofdrolspelers uit die film aangesteld als acteurs: Saoirse Ronan en Timothée Chalamet. In juni 2018 kwam het nieuws dat naast Ronan en Chalamet ook Meryl Streep en Emma Stone in gesprek waren voor rollen. Tussen juli en september 2018 werden alle andere rollen gecast. In augustus 2018 werd Stone officieel vervangen door Emma Watson; Stone liet weten de rol te moeten laten schieten vanwege planningsproblemen met haar promotiecampagne voor The Favourite (2018).
De draaiperiode ging op 5 oktober 2018 van start in Boston en werd afgerond in november dat jaar. De wereldwijde release was op 25 december 2019.

## Ontvangst
Little Women ontvangt overwegend positieve recensies. Op Rotten Tomatoes heeft de film een waarde van 95%, gebaseerd op 379 recensies. Op Metacritic heeft de film een gemiddelde score van 91/100, gebaseerd op 57 recensies.